# Orlhac (Dordonya)
Orlhac (en francès Orliac) és un municipi francès situat al departament de la Dordonya i a la regió de la Nova Aquitània.

## Demografia
| 1962                                       | 1968 | 1975 | 1982 | 1990 | 1999 | 2007 |
| ------------------------------------------ | ---- | ---- | ---- | ---- | ---- | ---- |
| 80                                         | 73   | 87   | 77   | 72   | 51   | 50   |
| Des de 1962: població sense dobles comptes |      |      |      |      |      |      |

## Administració
| Període   | Identitat         | Partit |
| --------- | ----------------- | ------ |
| 1983-2008 | François Mignon   | PS     |
| 2008-     | François Fournier | PS     |